# Nationalpark Biogradska Gora
Biogradska Gora ist ein für seinen Urwald bekannter Nationalpark in Montenegro.

## Geographie
Biogradska Gora liegt in der gebirgigen Bjelasica-Region in Zentral-Montenegro, rund 100 Kilometer nördlich der Hauptstadt Podgorica. Der größte Teil wird zum im Westen verlaufenden Fluss Tara entwässert. Im Osten liegt das Tal des Lim. Der Nationalpark liegt auf dem Gebiet der Gemeinde Kolašin und grenzt an die Gemeinden Berane und Mojkovac. 
Der Nationalpark hat eine Fläche von 56,5 km². Er besteht im Wesentlichen aus unberührtem, uraltem Wald, ausgedehnter Bergwelt mit Höhen zum Teil von über 2000 Metern, Gebirgsbächen und grünen Bergweiden sowie sechs Gletscherseen. Fünf Seen liegen auf einer Höhe von 1820 m. Der größte von den sechs Seen, der Biogradsko jezero, liegt im Talboden auf 1094 m Höhe beim Eingang zum Park. Der langgezogene See ist rund einen Kilometer lang und bis zu 261 m breit. 
Das geschützte Gebiet umfasst neben ein paar angrenzenden Gebieten im Wesentlichen ein rund zehn Kilometer langes Seitental der Tara mit dem Biogradsko Jezero im unteren Drittel. Bis zu einer Höhe zwischen 1600 und 1800 m ist es bewaldet. Darüber werden die Hänge des V-Tals deutlich flacher; Bergweiden erstrecken sich über teilweise plateauähnliche Hänge. Der höchste Punkt des Parks ist die Crna Glava mit 2139 m Höhe. 
Der Park gilt als einzigartige geomorphologische Region und ist somit häufiger Gegenstand wissenschaftlicher Untersuchungen.

## Natur
Obwohl es sich um den kleinsten Nationalpark Montenegros handelt, bietet der Nationalpark Biogradska Gora eine große Vielfalt an Flora und Fauna. Es werden 26 Lebensräume von Pflanzen mit 2000 verschiedenen Arten und Unterarten unterschieden. Viele davon sind endemisch. 150 Arten von Vögeln, zahlreiche Reptilien und Amphibien sowie zehn Säugetierarten leben im Park – darunter Bären, Fledermäuse und Rothirsche. Und in seinem Wald gibt es 86 Arten von Bäumen und Sträuchern. Drei Forellenarten und 350 Insektenarten konnten nachgewiesen werden.
Vor allem ist der Park bekannt wegen seines 16 km² großen Urwalds mit über fünfhundert Jahre alten Bäumen, der sich rund um den Biogradsko Jezero erstreckt. Er gilt als einer der ganz wenigen urzeitlichen Wälder Europas. Die größten Bäume werden 45 Meter hoch und haben einen Durchmesser von 147 cm. Am häufigsten sind rund um den See Rotbuchen, Bergahorn und Eschen, an den steilen Hängen Weißtannen zu finden.

## Geschichte
Als Kolašin 1878 von der Osmanischen Herrschaft befreit wurde, überließen die Einwohner von Morača und Rovca einen Teil des Waldes König Nikola I. Diesen als Branik Krajla Nikole bekannten Wald stellte der König unter Schutz – nur 14 Jahre, nachdem in den USA das erste Naturreservat der Welt, der Yosemite-Park, geschaffen wurde. 1952 wurde Biogradska Gora zu einem Nationalpark erklärt.

## Infrastruktur
Eine gute Straße zweigt etwas nördlich von Kolašin von der Hauptstraße durchs Tara-Tal in den Park ab. Sie führt bis zum Ufer des Biogradsko Jezero, wo sich eine Hütte der Parkverwaltung mit Touristeninformation, ein Restaurant, einige Holzhütten als Unterkunft und ein Bootssteg befinden. Die Häuser und Informationstafeln wurden mit Hilfe der Austrian Development Agency erneuert. Zudem ließen die Österreicher einen 21 m hohen Aussichtsturm in der Nähe einer Fütterungsstelle oberhalb des Sees errichten, der 2009 eröffnet wurde.
Ein gut ausgebauter Wanderweg führt um den See. Eine Forststraße führt bis zu den Weiden hoch über dem Tal und weiter in der Höhe bis zur Zekova Glava (2117 m) am Ende des Tals. Während vom See nur ein Wanderweg aus dem Tal führt, finden sich in der höheren Region rund um Zekova Glava und Crna Glava ein weiträumiges Wandergebiet.
Für den Eintritt in den Park ist eine kleine Gebühr zu entrichten. Die Parkverwaltung hat ihren Sitz in Kolašin.

## Galerie

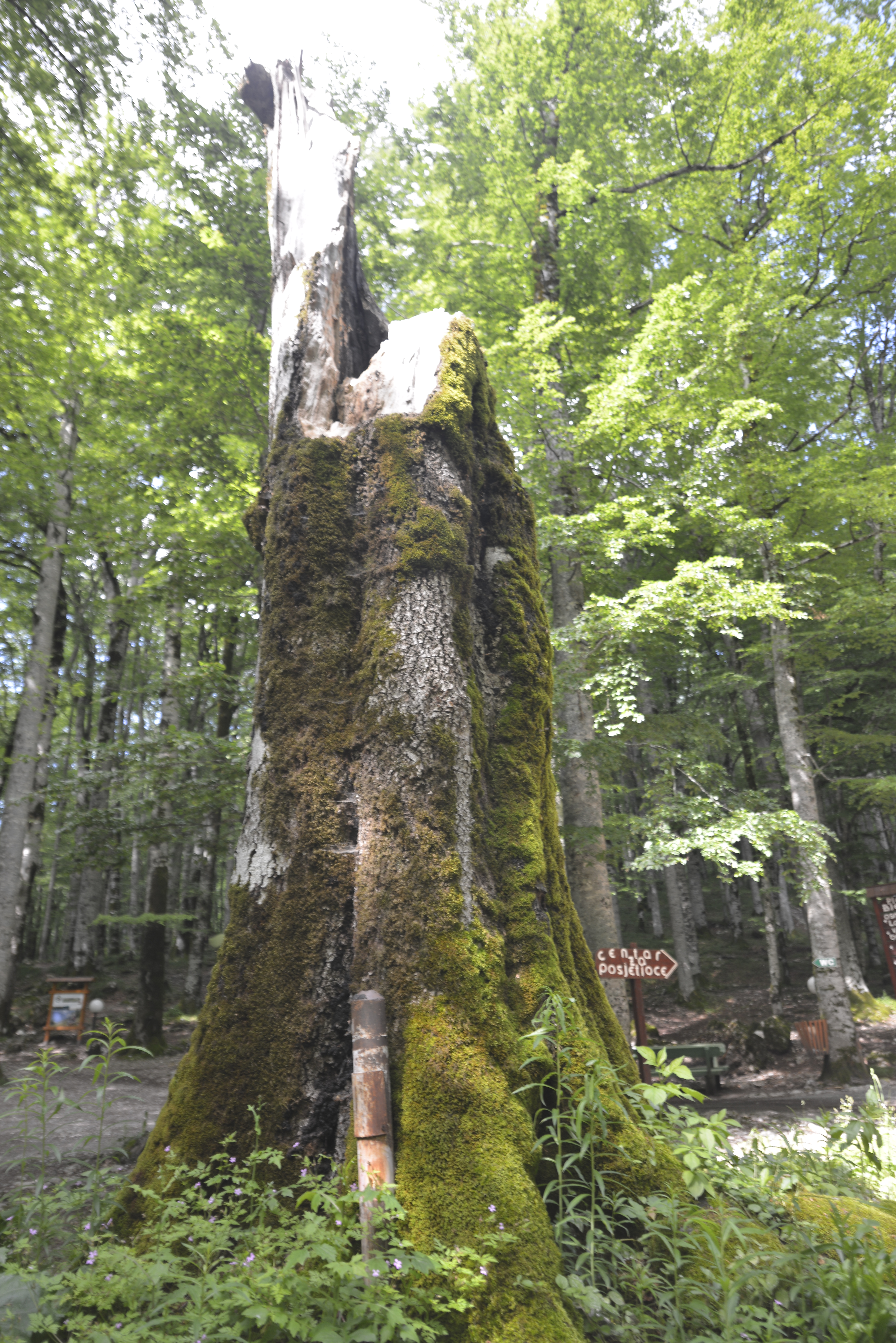
Alte Bäume im Wald
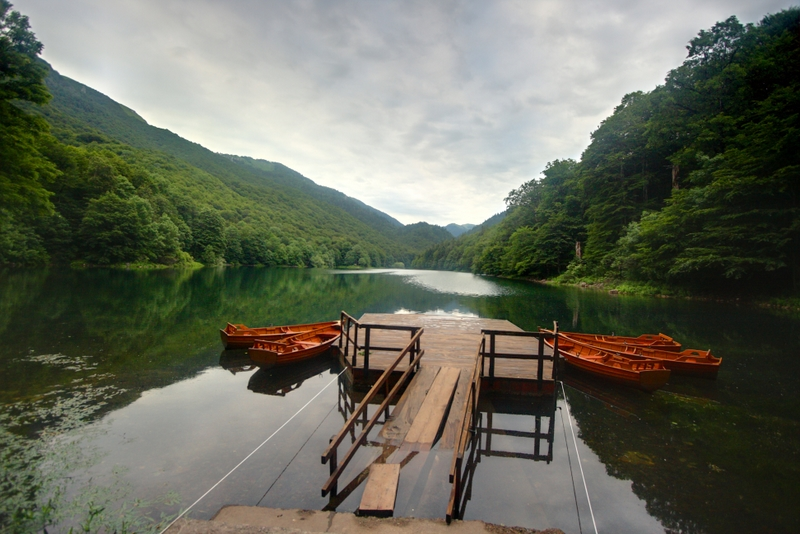
Holzdock am See
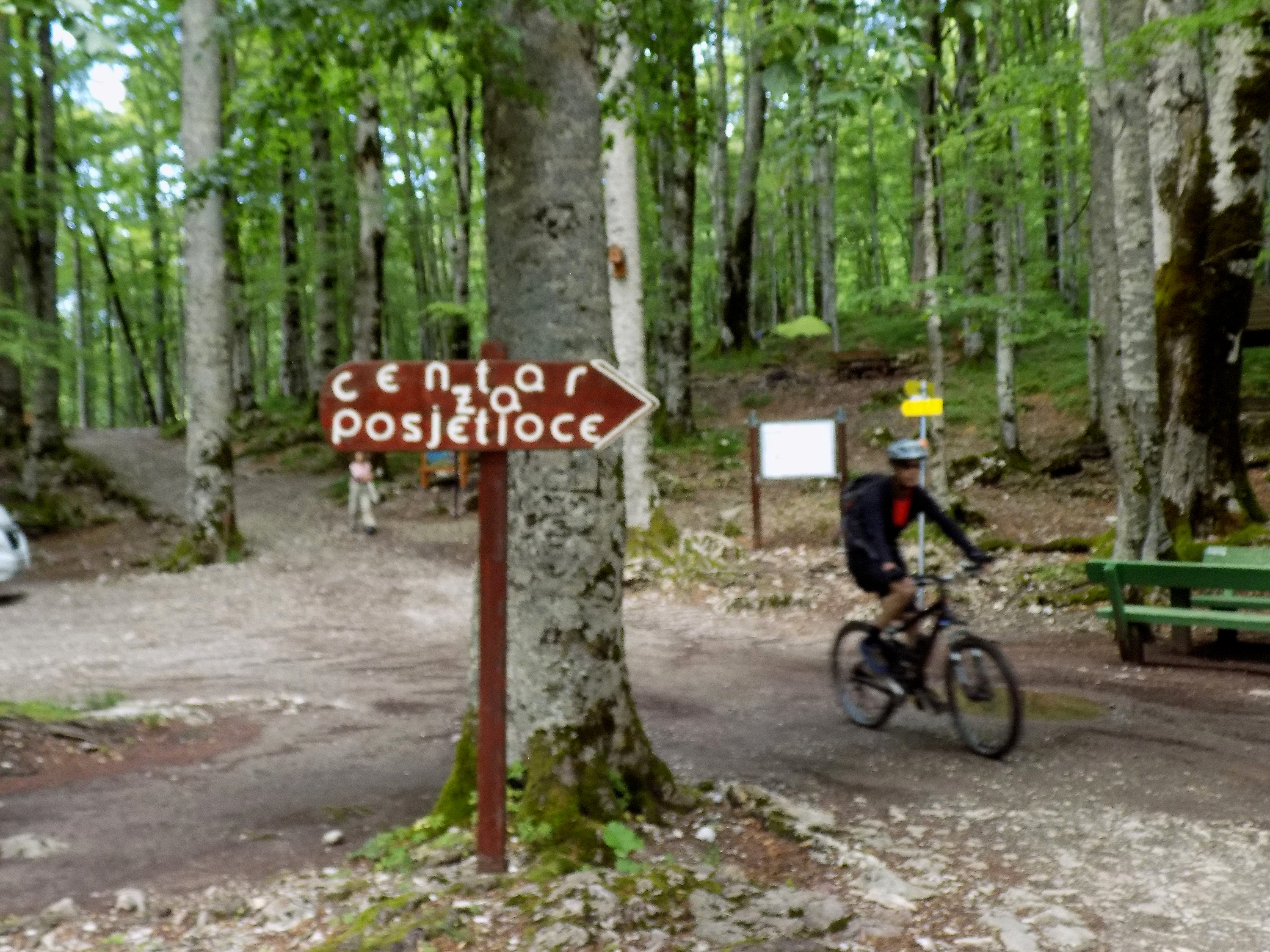
Fahrradweg
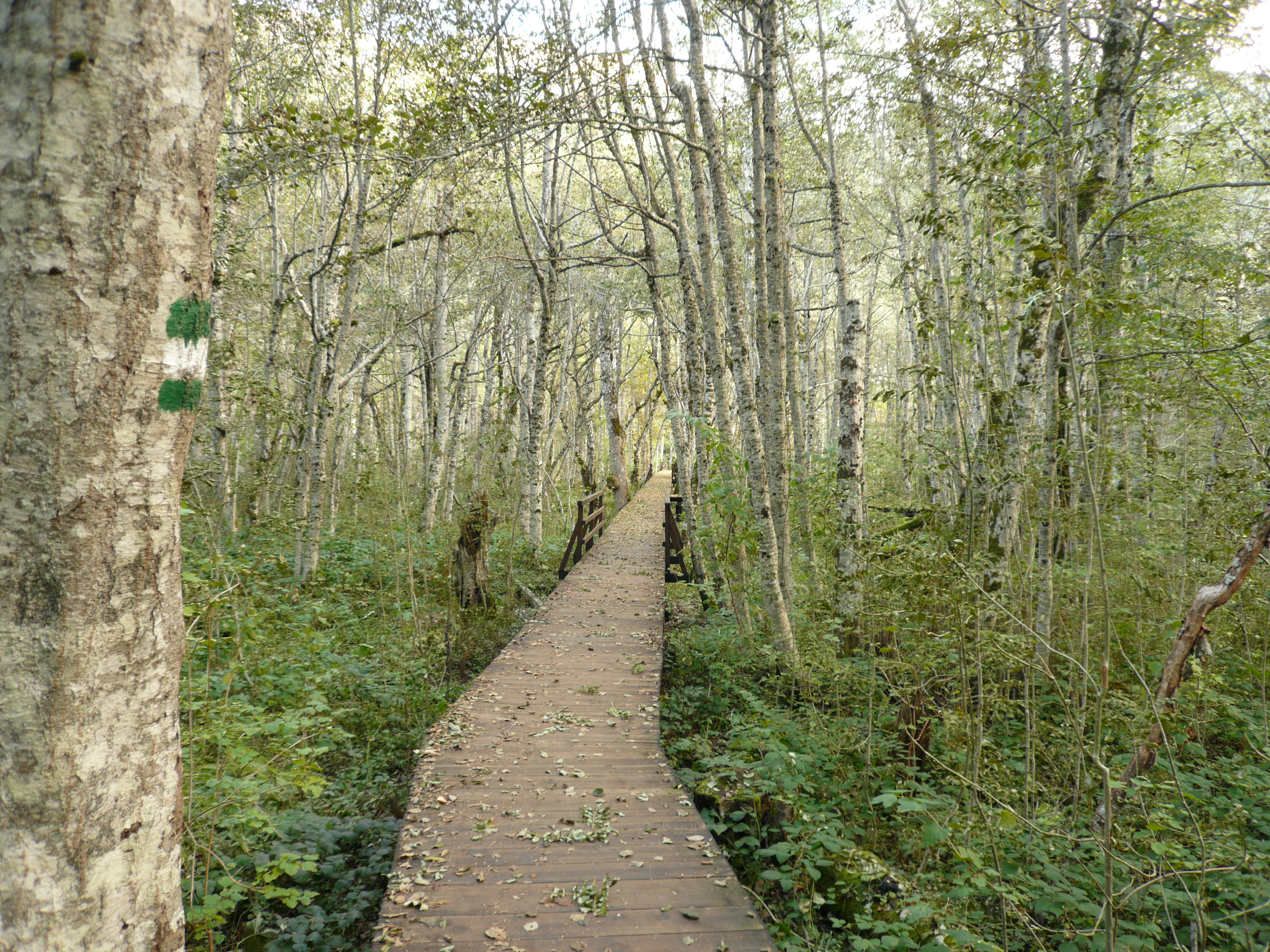
Arrangierter Wanderweg rund um den See
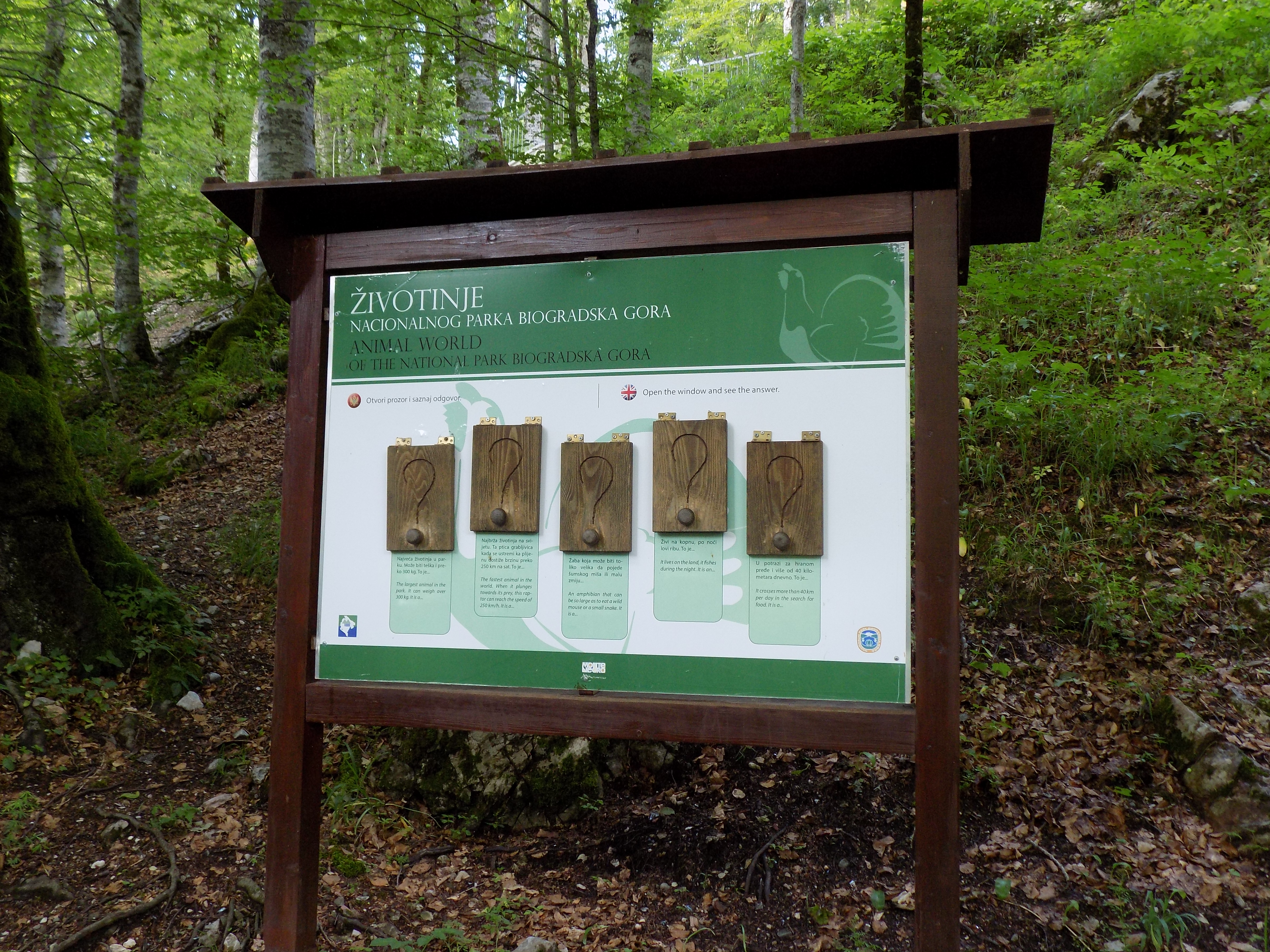
Bildungstafeln entlang des Weges
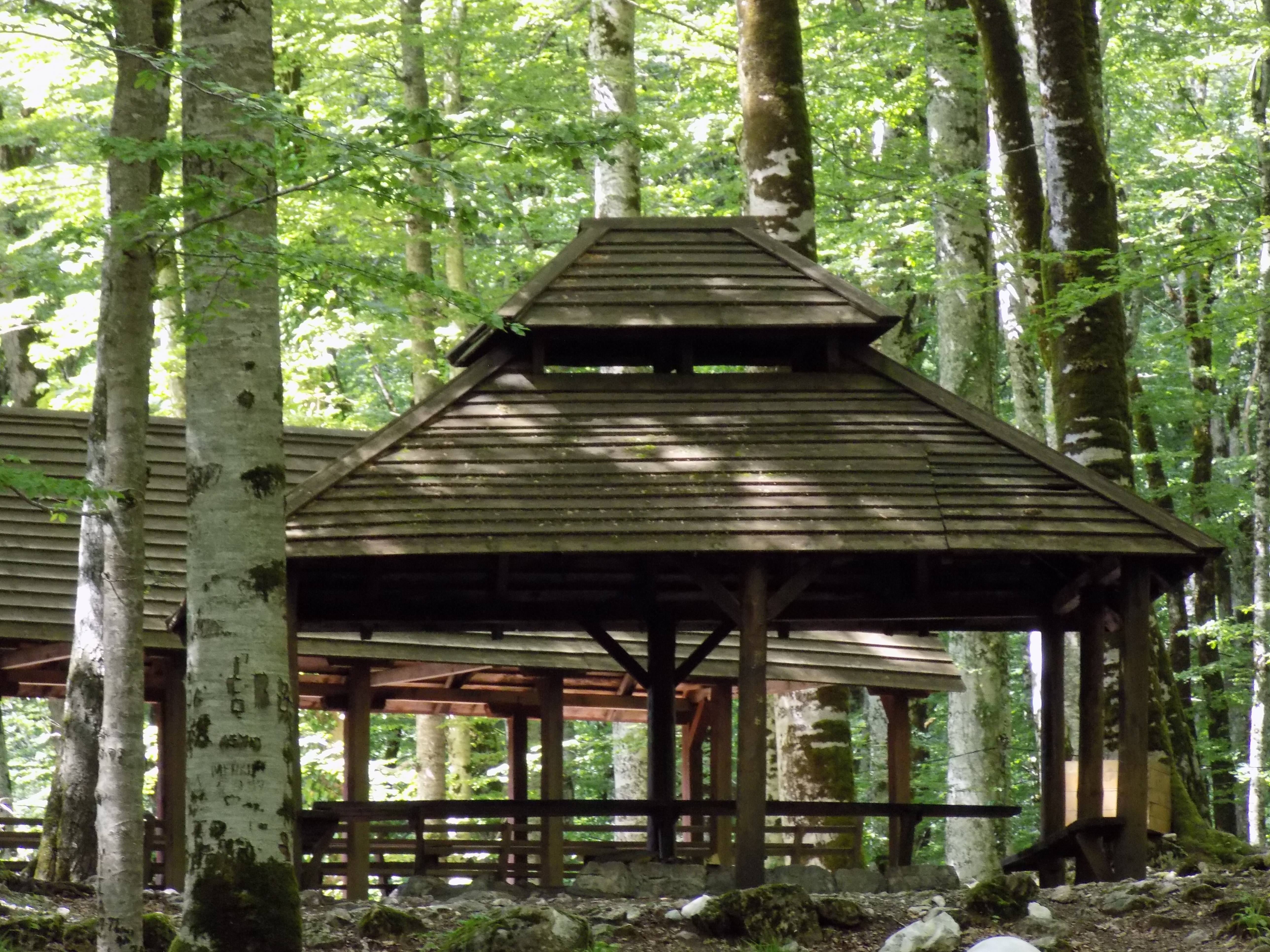
Pavillon am See